# Galéria Valéria
Galéria Valéria foi uma imperatriz-consorte romana, esposa do imperador romano Galério a partir de 293, quando ele foi escolhido como césar e sucessor de Diocleciano. Ela era filha do imperador Diocleciano e sua esposa Prisca. Ela não teve filhos e faleceu em 315.

## História
Diocleciano, um feroz adversário do cristianismo, obrigou Valéria e Prisca a sacrificarem para os deuses pagãos. Galéria foi elevada aos títulos de augusta e mater castrorum em novembro de 308. Como Galério não teve filhos com ela, Galéria adotou o filho ilegítimo do marido, Candidiano, como seu.
Com a morte de Galério em 311,[carece de fontes?] Valeria recebeu uma proposta de casamento do novo imperador Maximino Daia. Valéria respondeu que não poderia aceitar por vários motivos: porque ainda estava de luto pela mote de Galério, porque Daia era filho adotivo de Galério, porque Daia havia sugerido que ele livrar-se-ia da sua esposa para se casar com Valéria, o que, para ela, seria um ato ímpio e porque seria indecente para uma mulher da sua dignidade ter um segundo marido[a]. Daia, irritado, confiscou seus bens, removeu seus criados, torturou até a morte seus eunucos e baniu Valéria e sua mãe, Prisca, mas não apontou um lugar para onde elas deveriam ser banidas, forçando-as a mudar de lugar para lugar. Valéria, refugiada em algum lugar da Síria, conseguiu informar Diocleciano das desgraças que aconteceram a ela por causa de Daia. Licínio, filho de Galério com uma concubina e que fora adotado por Valéria como filho, massacrou a família de Daia após a morte dele.
Depois de quinze meses vagando pelas províncias, Valéria e sua mãe foram descobertas em Tessalônica, decapitadas e seus corpos foram jogados no mar.
Há diversas lendas sobre a fé de Valéria. Valéria seria, ao contrário do marido, uma defensora dos cristãos e foi canonizada juntamente com a mãe (vide Santa Alexandra de Roma). Segundo a lenda, ela também não teria sido a primeira escolha de esposa para Galério e só se casou com ele quando Santa Susana se recusou a fazê-lo (vide artigo).